# Mitsuru Igarashi
Mitsuru Igarashi (五十嵐 充, Igarashi Mitsuru, né le 17 mai 1969 à Tokyo au Japon) est un producteur de musique, claviériste, et auteur-compositeur japonais.
Il débute dans les années 1990 comme producteur musical pour le label Avex Trax, et forme le populaire trio Every Little Thing en 1996, dont il est à la fois le claviériste, producteur et principal auteur et compositeur. Malgré le grand succès du groupe, il le quitte à l'amiable en 2000 pour s'occuper en tant que producteur d'un autre groupe, Day After Tomorrow. Il écrit à la même époque des chansons pour Dream et d'autres artistes. Lorsque Day After Tomorrow se sépare en 2005, il forme un nouveau groupe, Rushmore, dans lequel il joue à nouveau.